# Death Race 3: Inferno
Death Race 3: Inferno is een Amerikaanse actiefilm uit 2013, en werd geregisseerd door Roel Reiné. De film is het vervolg op Death Race 2 uit 2010, met wederom Luke Goss in de hoofdrol.

## Verhaal
De veroordeelde Carl Lucas is samen met zijn technische crew nog één race verwijderd van zijn vrijheid. Hij moet het ditmaal opnemen in de 'Death Race' tegen nog wredere tegenstanders in de Kalahari woestijn in Zuid-Afrika. De spelregels veranderen echter als plotseling niet Weyland maar Niles York de baas is geworden van het spel. York zal er alles aan doen om Lucas te laten verongelukken voordat hij zijn vijfde en dus zijn laatste overwinning kan behalen. Gaande het spel ziet York met verbaasde ogen dat niet Lucas maar hijzelf moet vrezen voor zijn leven.

## Rolverdeling
| Acteur              | Personage                        |
| ------------------- | -------------------------------- |
| Luke Goss           | Carl "Luke" Lucas / Frankenstein |
| Ving Rhames         | Weyland                          |
| Danny Trejo         | Goldberg                         |
| Dougray Scott       | Niles York                       |
| Fred Koehler        | Lists                            |
| Tanit Phoenix       | Katrina                          |
| Robin Shou          | 14K                              |
| Hlubi Mboya         | Diabolos                         |
| Roxane Hayward      | Prudence                         |
| Bart Fouche         | Razor                            |
| Jeremy Crutchley    | Psycho                           |
| Eugene Khumbanyiwa  | Nero                             |
| Michael Dube        | Baby                             |
| Michelle van Schaik | Olga Braun                       |